# Chiesa di Santa Lucia a Trespiano
La chiesa di Santa Lucia a Trespiano è un luogo di culto cattolico che si trova sulla via Bolognese a Firenze, nel sobborgo collinare di Trespiano.

## Storia e descrizione
Risale a prima dell'anno Mille ed è di ridotte dimensioni, con una semplice facciata in filaretto di pietra con portale architravato e rosone circolare. Sopra la lunetta è collocato lo stemma del Capitolo di Fiesole essendo appartenuta a quella diocesi sino al 1784. Infatti l'11 maggio 1784 in virtù del breve Exponi Nobis di papa Pio VI la parrocchia entrò a far parte dell'arcidiocesi di Firenze. Accanto si trovava il Convento della Concezione. 
L'attuale aspetto neo-romanico si deve agli interventi di ristrutturazione realizzati fra il 1931 ed 1936 a cura del parroco Serafino Ceri, che portarono anche all'ampliamento dell'edificio nella zona absidale.
Adiacente alla chiesa vi sono i locali della compagnia. L'interno è ad unica navata con transetto appena accennato e la copertura a capriate lignee dipinte. Vi sono riportati frammenti lapidei in pietra serena, stemmi ed epigrafi provenienti dall'antica chiesa.